# Módulo simples
Em matemática, especificamente em álgebra abstrata e teoria dos módulos, um módulo ("à direita" ou "à esquerda") M sobre um anel A é chamado simples ou irredutível se não é o módulo nulo (ou módulo zero) 0 e se seus únicos submódulos sobre A são 0 e M. Equivalentemente, M é um módulo simples sobre A se e somente se o submódulo cíclico gerado por cada elemento não nulo de M é igual ao próprio M.
Entender-se os módulos simples sobre um anel é normalmente útil porque, em um certo sentido, eles formam os "blocos básicos" para a construção dos módulos de comprimento finito.